# Стадион Пакаембу
Стадион Пакаембу (порт. Estádio Municipal Paulo Machado de Carvalho), је стадион у Рио де Жанеиро, Бразил. Изграђен је 1938. године, власништво града Сао Паула и кориштен за Првенство Јужне Америке у фудбалу 1949. године. Стадион је изграђен у Ар деко стилу у делу Сао Паула које се зове Пакаембу и по коме је стадион постао познат. Стадион је власништво града Сао Паула. Стадион је отворен 27. априла 1940. године од стране тадашњег председника Жетулио Варгаса. Капацитет стадиона је 40.199 гледалаца.
Стадион Пакаембу је своје име добио по оснивачу Ред Рекорда, највеће телевизијске станице у Бразилу, и шефу бразилске делегације на Светском првенству у фудбалу 1950. Паулу Машадо де Карваљу (Paulo Machado de Carvalho).

## Историјат стадиона
Пакаембу је често био коришћен као стадион домаћин за клубове бразилске велике четворке ФК Коринтијанс, ФК Палмеирас, ФК Сао Пауло који су лоцирани у самом градо Сао Пауло једино је ФК Сантос био из другог града.
Архитекта стадиона је била Техничка канцеларија Рамос де Азеведо−Северо е Виљарес
Први меч икада одигран на стадиону је био одржан 27. априла 1940. године. Утакмицу су одиграли Палмеирас и Коритоба. Победио је Палмеирас са резултатом 6:2. Први гол на утакмици а самим тим и први гол на овом стадиону је постигау играч Коритобе Зеквињо. Истог дана Коринтианс је одиграо утакмицу против Атлетиоко Минеира и победио са 4:2. Обе утакмице су биле део турнира Таса Сидаде де Сао Пауло.

## Светско првенство 1950.
Шест утакмица Светског првенства одржаног 1950. у Бразилу је играно на Стадиону Пакаембу:
| Датум         | Време | Репрезентација #1 | Рез. | Репрезентација #2 | Коло        | Гледалаца |
| ------------- | ----- | ----------------- | ---- | ----------------- | ----------- | --------- |
| 25. јун 1950. | 15.00 | Шведска           | 3–2  | Италија           | Group 3     | ~50,000   |
| 28. јун 1950. | 15.00 | Бразил            | 2–2  | Швајцарска        | Group 1     | ~42,000   |
| 2. јул 1950.  | 15.00 | Италија           | 2–0  | Парагвај          | Group 3     | ~26,000   |
| 9. јул 1950.  | 15.00 | Уругвај           | 2–2  | Шпанија           | Final Round | ~44,000   |
| 13. јул 1950. | 15.00 | Уругвај           | 3–2  | Шведска           | Final Round | ~8,000    |
| 16. јул 1950. | 15.00 | Шведска           | 3–1  | Шпанија           | Final Round | ~11,000   |